# Kira Kattenbeck
Kira Kattenbeck (* 2. August 1992 in Steinfurt) ist eine deutsche Badmintonspielerin. 

## Karriere
Kira Kattenbeck wurde bei den Slovenia International 2012 Zweite im Mixed. In derselben Disziplin belegte sie im gleich Jahr Rang drei bei den Swiss International. Zwei Jahre später wurde sie Zweite bei den Romanian International 2014. Im Nationalteam repräsentierte sie Deutschland im Uber Cup. Bei den ersten Europaspielen 2015 in Baku gewann sie an der Seite von Raphael Beck die Bronzemedaille.